# Techniques d'écriture
 (décembre 2011).
 (mai 2025).
Si vous disposez d'ouvrages ou d'articles de référence ou si vous connaissez des sites web de qualité traitant du thème abordé ici, merci de compléter l'article en donnant les références utiles à sa vérifiabilité et en les liant à la section « Notes et références ».
Les techniques d’écriture, inspirées des cours de communication et de journalisme, permettent de faire en sorte qu'un texte serve le plus parfaitement possible son objectif initial : informer, rendre compte, former, éduquer, répertorier, distraire, vendre, convaincre, partager, etc.
Elles peuvent être nombreuses et spécifiques dans la mesure où elles intéressent toutes les catégories d'écriture : l’auteur recherche une certaine efficacité vis-à-vis d'une problématique différenciée à destination d'un environnement ou d'une cible volontiers segmentée. D'autre part ces techniques ne sont pas figées : elles évoluent avec le langage, les métiers et les bonnes pratiques de l'écrit. Mais ne sont que rarement connues et correctement mises en œuvre par la plupart des rédacteurs.

## Enjeu
Considérant qu'au niveau le plus simple, l'écriture vise l’information du lecteur, les techniques d'écriture (en particulier journalistiques) mettent en avant des principes tirés des bonnes pratiques : pertinence du plan d'exposé, règles de lisibilité, rigueur dans la rédaction (en sus de la vérification des faits), priorisation des éléments (présenter au moins le plus important). 
Pour ce faire, une première série de règles consiste à concentrer l’information dans une phrase informative capable de répondre aux sept interrogations QQOQCCP : « qui ? quoi ? où ? quand ? comment ? combien ? pourquoi ? » (exprimé en anglais par les “5W”). 
Sans réponse évidente ou pertinente à ces questions : 
- la déontologie de l'information (qui vise en principe l'atteinte de la vérité) n'est pas pleinement respectée.
- le message émis risque de n'être pas suffisamment clair (erreur par brouillage) ou complet (erreur par omission)
- le défaut d'information pourra être accentué par les contraintes pratiques rencontrées dans l'usage des outils et leurs conditions de diffusion
- le mécanisme de l'avalanche d'information (trop d'information tue l'information) risque de se déclencher lorsque l'information émise dans un contexte de forte concurrence n'est pas d'une qualité suffisante.

D’où la nécessité de hiérarchiser les informations, et de les formaliser d'une façon optimale propre à capter l'attention et l'intérêt d'un lecteur potentiel.

## La littérature à l'origine des techniques d'écriture
De son côté, la littérature utilise, depuis la naissance du langage écrit (système d'écriture), ses techniques narratives dans le profane ou le sacré : beauté du style, instrumentation du suspense, imagination et fantaisie des personnages et des situations, utilisation de registre lexicaux variés et contrastés, codage de l’expression selon le degré d’initiation, etc.
L’objectif avéré[réf. nécessaire] étant de capter l’attention du lecteur par le plaisir de lire : beauté de la langue, scénario captivant, profondeur des émotions, puissance des idéologies ou croyances, etc. L’explosion du marché littéraire[Quand ?][Où ?] témoigne de la floraison des intérêts pour le plaisir de lire, et de l’espace offert à tous les auteurs qui souhaitent inventer ou expérimenter de nouveaux procédés d’écriture. Le succès de livres comme Écriture : Mémoires d'un métier de Stephen King ou encore des sites pour écrire un roman prouve un attrait renouvelé pour les techniques d'écriture. 
Sur la base de ce principe général, viennent se greffer des "écritures particulières" qui dépendent du mode de restitution du texte au public visé :
- Lecture individuelle
- Manuels scolaires
- Représentation théâtrale ou cinématographique
- Texte de poésie ou de chanson
- Bande dessinée (qui rappelle l’origine de l’écriture[réf. nécessaire], les gravures préhistoriques et les hiéroglyphes des scribes d’Égypte).
- etc.

## Contraintes et savoir-faire liés à la diffusion traditionnelle
Outre les règles propres à la rédaction proprement dite sont venues se sur-ajouter des règles héritées des modes de diffusion de l'écrit :
- Les éditeurs de livres : selon qu'il s'agit d'un roman, d'un essai, d'un documentaire, d'une « série », d'une « saga » ou d'un feuilleton à épisode.
- Les rédacteurs en chef de journaux : écriture de la « une » du journal, d'un éditorial ou d'un article selon sa position dans la maquette du journal.
- Les imprimeurs, notamment par l’adoption de règles typographiques, d'illustration, ou de mise en page .
- Les publicitaires ont ajouté l'habileté à présenter le texte selon une mise en page et un graphisme valorisants.
- Les entreprises et organisations, intéressées par une meilleure mise en forme de leurs publications internes ou externes.

## Les innovations de la diffusion numérique
Les nouveaux médias électroniques, NTIC ont révolutionné les techniques d'écriture :
- mise à disposition d'un vaste public de moyens d'écriture d'une puissance jusque-là inconnue ;
- vision quasi immédiate du résultat de l'écriture et donc possibilité de l'améliorer ou de le corriger ;
- possibilité de réutilisation de modèles ou de contenus préexistants
- Introduction de la logique de consultation en mode « hypertexte » qui permet de s'affranchir en partie des modes de rédaction plus « statiques » ;
- Recours aux illustrations et graphismes ;
- Introduction de l'interactivité, de la simulation et des applications ludiques qui transforme le lecteur passif en participant dynamique.

Mais tout ceci ne va pas de soi et n'est pas exempt de difficultés, ainsi :
- l’explosion pour ne pas dire la surabondance de la production écrite sous toutes ses formes (Messageries, Sites, blogs, réseaux sociaux...) ;
- le mode de consommation de textes lus sur écran d’ordinateur qui pour beaucoup[réf. nécessaire] se traduit par la nostalgie ou la frustration du support papier ;
- la fatigue physique plus grande qu’avec un livre (nerf optique, rayonnement électromagnétique, bruit, position assise) ;
- l'impression d'une consultation décousue et sans fin (navigation d’un site à l’autre, dans une vaste concurrence de tous les genres).